# Xã Posen, Quận Yellow Medicine, Minnesota
Xã Posen (tiếng Anh: Posen Township) là một xã thuộc quận Yellow Medicine, tiểu bang Minnesota, Hoa Kỳ. Năm 2010, dân số của xã này là 219 người.